# Ashwaubenon
Ashwaubenon ist eine Gemeinde (mit dem Status „Village“) im Brown County im US-amerikanischen Bundesstaat Wisconsin. Das U.S. Census Bureau ermittelte bei der Volkszählung 2020 eine Einwohnerzahl von 16.991.
Ashwaubenon ist Bestandteil der Metropolregion um die Stadt Green Bay.

## Geografie
Ashwaubenon liegt im Osten Wisconsins, am linken Ufer des Fox River, 8 km oberhalb von dessen Mündung in die Green Bay, einen Teil des Michigansees. Die geografischen Koordinaten von Ashwaubenon sind 44°29′14″ nördlicher Breite und 88°05′00″ westlicher Länge. Das Gemeindegebiet erstreckt sich über eine Fläche von 33,02 km².
Benachbarte Orte von Ashwaubenon sind Allouez (am gegenüberliegenden Ufer des Fox River an der südöstlichen Ortsgrenze), De Pere (an der südlichen Ortsgrenze), Hobart (an der westlichen Ortsgrenze), Howard (14,7 km nördlich) und Green Bay (an der nordöstlichen Ortsgrenze).
Das Stadtzentrum von Green Bay liegt 6,8 km nordöstlich von Ashwaubenon. Die weiteren nächstgelegenen größeren Städte sind Milwaukee (186 km südlich), Chicago (330 km in der gleichen Richtung), Wisconsins Hauptstadt Madison (213 km südwestlich), Eau Claire (306 km westlich), die Twin Cities in Minnesota (451 km in der gleichen Richtung) und Duluth am Oberen See in Minnesota (527 km nordwestlich).

## Verkehr
Der Fox River ist durch Stauwerke und Schleusen für Binnenschiffe befahrbar, die zwischen dem Hafen von Green Bay über den Fox-Wisconsin Waterway das Stromgebiet des Mississippi erreichen können.
Die wichtigste Straße durch Ashwaubenon ist der in wenigen Kilometern Entfernung entlang des Fox Rivers verlaufende vierspurig ausgebaute U.S. Highway 41. Im Zentrum von Ashwaubenon zweigt der ebenfalls vierspurig ausgebaute Wisconsin Highway 172 in südöstlicher Richtung vom US 41 ab und verlässt den Ort mit der Brücke über den Fox River. Der Wisconsin Highway 32 führt als Hauptstraße durch das Zentrum von Ashwaubenon. Alle weiteren Straßen sind untergeordnete Landstraßen, teils unbefestigte Fahrwege sowie innerstädtische Verbindungsstraßen.
Durch Ashwaubenon verläuft eine Eisenbahnstrecke der heute zur Canadian National Railway gehörenden Wisconsin Central.
Mit dem Austin Straubel International Airport befindet sich an der westlichen Ortsgrenze der nächste Flughafen. Die nächsten Großflughäfen sind der Milwaukee Mitchell International Airport in Milwaukee (199 km südlich), der O’Hare International Airport in Chicago (311 km in der gleichen Richtung) und der Minneapolis-Saint Paul International Airport (454 km westlich).

### Eisenbahnmuseum

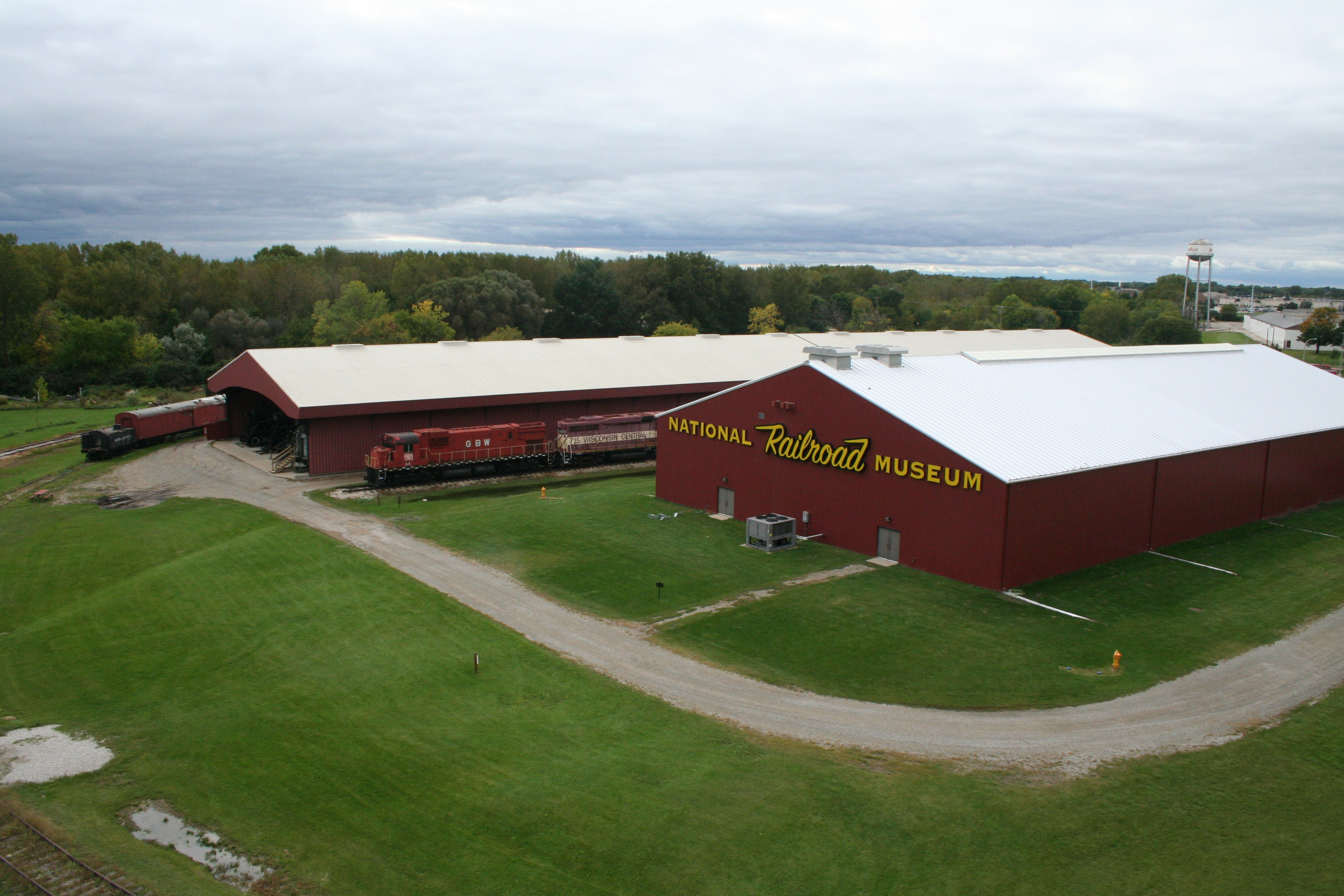
Eisenbahnmuseum in Ashwaubenon

In Ashwaubenon gibt es seit 1956 mit dem National Railroad Museum eine umfangreiche Sammlung historischer Lokomotiven und Eisenbahnwagen.

## Bevölkerung
Nach der Volkszählung im Jahr 2010 lebten in Ashwaubenon 16.963 Menschen in 7421 Haushalten. Die Bevölkerungsdichte betrug 513,7 Einwohner pro Quadratkilometer. In den 7421 Haushalten lebten statistisch je 2,25 Personen.
Ethnisch betrachtet setzte sich die Bevölkerung zusammen aus 90,6 Prozent Weißen, 1,2 Prozent Afroamerikanern, 2,1 Prozent amerikanischen Ureinwohnern, 3,1 Prozent Asiaten sowie 0,9 Prozent aus anderen ethnischen Gruppen; 2,0 Prozent stammten von zwei oder mehr Ethnien ab. Unabhängig von der ethnischen Zugehörigkeit waren 2,8 Prozent der Bevölkerung spanischer oder lateinamerikanischer Abstammung.
21,2 Prozent der Bevölkerung waren unter 18 Jahre alt, 64,2 Prozent waren zwischen 18 und 64 und 14,6 Prozent waren 65 Jahre oder älter. 51,3 Prozent der Bevölkerung war weiblich.
Das mittlere jährliche Einkommen eines Haushalts lag bei 51.983 USD. Das Pro-Kopf-Einkommen betrug 29.335 USD. 9,3 Prozent der Einwohner lebten unterhalb der Armutsgrenze.